# Kiichi Yajima
Kiichi Yajima (矢島 輝一 Yajima Kiichi?), född 6 april 1995 i Tokyo prefektur, är en japansk fotbollsspelare.
Yajima började sin karriär 2016 i FC Tokyo.